# شهرستان تومبز (جورجیا)
شهرستان تومبز، جورجیا (به انگلیسی: Toombs County, Georgia) یک سکونتگاه مسکونی در ایالات متحده آمریکا است که در جورجیا واقع شده‌است.